# Yūzō Ikeda
Yūzō Ikeda (jap. 池田義治 Ikeda Yūzō;  ur. 12 stycznia 1980) – japoński skoczek narciarski, brązowy medalista mistrzostw świata juniorów w drużynie w 1995.
2 marca 1995 w Gällivare zdobył brązowy medal mistrzostw świata juniorów w drużynie, w której wystąpił wraz z Kazuyą Yoshioką, Suguru Miyazaki i Sōtą Okamurą. Japończycy przegrali wówczas z drużynami Niemiec i Austrii. Ikeda uzyskał najlepszą notę punktową z całej drużyny. Zdobył 227 punktów po skokach na 88 i 89 metrów. W zawodach indywidualnych zajął piętnaste miejsce.
Ponadto startował w zawodach Pucharu Kontynentalnego. W sezonie 1997/1998 zdobył trzy punkty do klasyfikacji.

## Mistrzostwa świata juniorów
| Miejsce | Dzień   | Rok  | Miejscowość | Konkurs                         | Wynik         | Strata | Zwycięzca          |
| ------- | ------- | ---- | ----------- | ------------------------------- | ------------- | ------ | ------------------ |
| 3.      | 1 marca | 1995 | Gällivare   | Skocznia normalna drużynowo     | 837,0 (227,0) | 18,0   | Niemcy             |
| 15.     | 3 marca | 1995 | Gällivare   | Skocznia normalna indywidualnie | 209,5         | 46,5   | Tommy Ingebrigtsen |